# João Paulo (ur. 1985)
João Paulo (ur. 22 lutego 1985) – brazylijski piłkarz występujący na pozycji pomocnika.

## Kariera piłkarska
Od 2005 roku występował w São Caetano, Força, São José, Londrina, União Barbarense, América, Iraty, Paraná Clube, Avaí FC, Albirex Niigata, Ponte Preta, Athletico Paranaense i Coritiba.